# دنزل ولنتاین

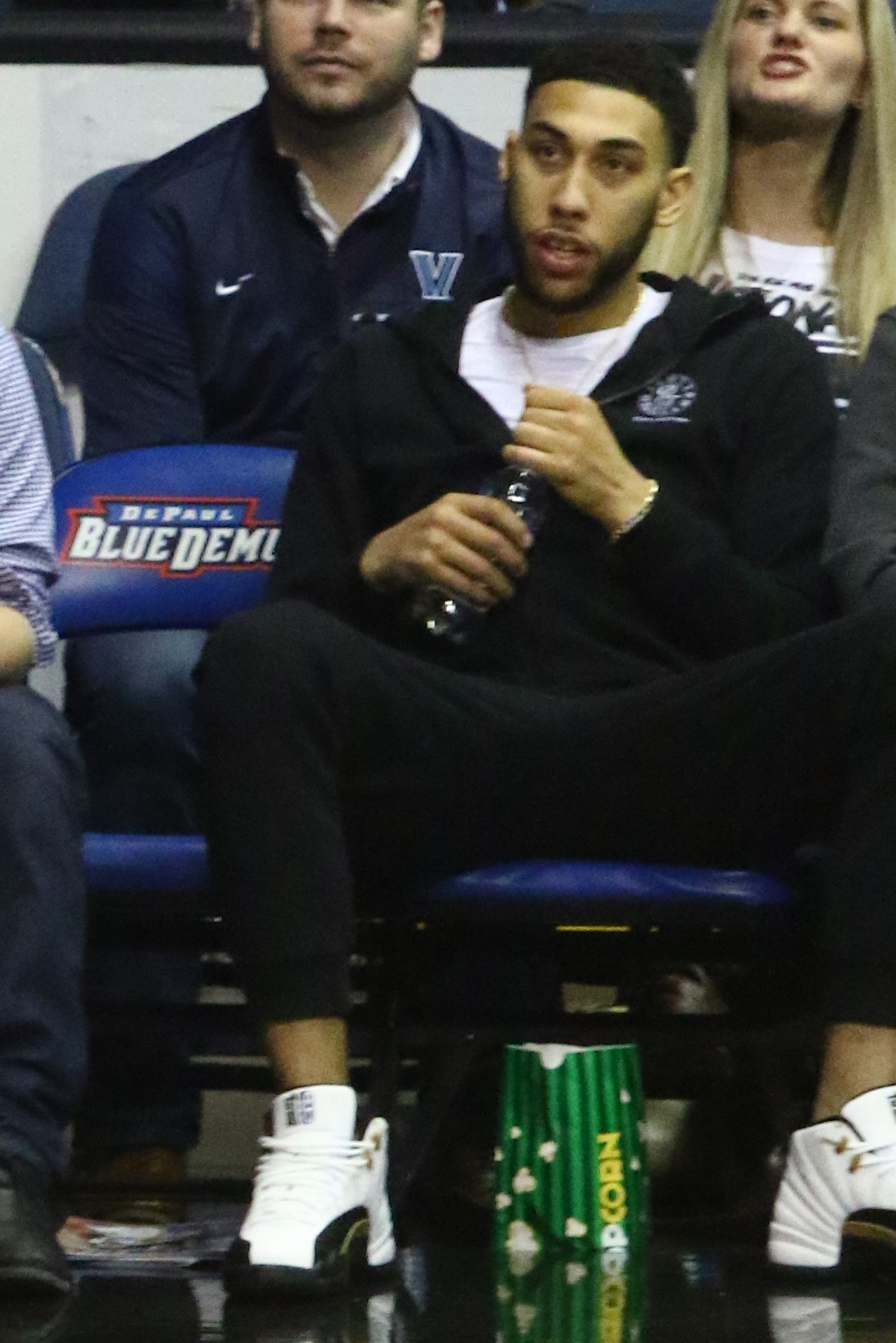
دنزل ولنتاین بازیکن بسکتبال

دنزل ولنتاین (انگلیسی: Denzel Valentine؛ زادهٔ ۱۶ نوامبر ۱۹۹۳) یک بازیکن بسکتبال اهل ایالات متحده آمریکا است.
وی در مسابقات بین‌المللی در مجموع برندهٔ ۱ مدال برنز شده‌است.